# Ilana Moryoussef
Ilana Moryoussef est une journaliste française de radio, chef du service culture de la rédaction de France Inter entre 2012 et 2015, puis spécialiste-littérature au sein de ce même service depuis l'été 2015. 

## Biographie
Ilana Moryoussef est diplômée en 1993 du Centre de formation des journalistes (CFJ). Après avoir été reporteur à Europe 1 et Europe 2, elle intègre dès 1993 la rédaction de France Inter. 
En 1999, elle rejoint le service société de France 2 pour couvrir les élections européennes.
Elle retourne à la radio en 2000 comme journaliste politique à France Info où elle devient chef ajointe du service politique en janvier 2007. Elle participe alors aux émissions radio-télévisées France Europe Express, Duel sur la 3 et Questions d'info.
En octobre 2008, elle est nommée envoyée spéciale permanente de Radio France à Moscou (Russie) en remplacement de Bruno Cadène, poste qu'elle occupe jusqu'en 2012 et son remplacement par Marc Crépin.
De retour en France, elle est de décembre 2012 à l'été 2015 chef du service Culture de France Inter, avant d'être remplacée à ce poste par Corinne Pélissier et devenir spécialiste littérature au sein de ce même service.
Elle intervient régulièrement dans l'émission de Radio Canada Plus on est de fous plus on lit.